# Bastogne
Bastogne (nld. Bastenaken; niem. Bastenach, Bastnach; lb. Baaschtnech) – miasto w Belgii, w Regionie Walońskim, w prowincji Luksemburg, siedziba  okręgu Bastogne. Leży w Ardenach. Pod względem powierzchni jest największym miastem w Belgii.

## Historia

### Od początków do I wojny światowej
Zanim Juliusz Cezar ustanowił Pax Romana, okolice Bastogne były zamieszkane przez galijskie plemię Trewerów. Nazwa miasta po raz pierwszy jest wzmiankowana dopiero w roku 634, kiedy lokalny władca przekazał ten obszar opactwu św. Maksymina w Trewirze. Sto lat później włości te przeszły we władanie pobliskiego opactwa Prüm. Miasto i jego rynek ponownie są wymieniane w dokumencie z 887 roku. W XIII wieku Henryk VII Luksemburski, cesarz rzymski i hrabia Luksemburga, wybijał monety w Bastogne. W 1332 roku jego syn Jan Ślepy nadał Bastogne prawa miejskie i otoczył je murami obronnymi, których część zwana Bramą Trewirską (Porte de Trèves) przetrwała po dziś.
Mury dość skutecznie chroniły miasto w następnych wiekach. Gospodarka miasta rozwijała się dzięki rolnictwu i targom bydła. Mury powstrzymały niderlandzki atak w 1602 roku. W 1688 roku zostały rozebrane z rozkazu króla Ludwika XIV.
W XIX wieku Bastogne i jego leśne produkty oraz targi bydła stały się znane także za granicą. Zbudowano kilka linii kolejowych, by połączyć Bastogne z pobliskimi miastami. Okres świetności zakończyła niemiecka okupacja podczas I wojny światowej.

### II wojna światowa
W grudniu 1944 roku, po wyzwoleniu Bastogne, próbując zapobiec zupełnej klęsce wojska Hitlera ponownie zaatakowały w Ardenach, tak jak stało się to w roku 1914 i 1940. Celem było dostanie się do Antwerpii z zamiarem odcięcia aliantom dostaw od strony morza oraz rozdzielenia wojsk brytyjskich i amerykańskich. 16 grudnia, korzystając z zimna i mgły, niemiecka artyleria rozpoczęła Wacht am Rhein („bitwa o wybrzuszenie”) atakując rzadko rozmieszczone oddziały amerykańskie wokół Bastogne. Kilka dni później generał McAuliffe i 101 Dywizja Powietrznodesantowa wyprowadziła kontratak, ale po ciężkich walkach została okrążona w mieście. 22 grudnia niemiecki emisariusz zaproponował Amerykanom poddanie się, na co generał odpowiedział krótko: „Nuts!” (bzdura!). Następnego dnia pogoda się poprawiła, pozwalając na zrzut potrzebnego jedzenia, lekarstw i broni. 26 grudnia wojska generała Pattona przełamały impas. Oficjalne zakończenie bitwy o Bastogne miało miejsce trzy tygodnie później. W tym czasie miasto zostało doszczętnie zniszczone.

## XXI w.
2 grudnia 2024 r do miasta przyłączono gminę Bertogne, która stała się jego dzielnicą (section).

## Podział administracyjny
W skład miasta wchodzi osiem dzielnic (section):
- Bertogne
- Flamierge
- Lavacherie
- Longchamps
- Longvilly (Lingsweiler)
- Noville
- Villers-la-Bonne-Eau (Weilerbach)
- Wardin

## Gospodarka
W mieście rozwinął się przemysł spożywczy oraz wełniany.

## Turystyka
- Bramą Trewirską (Porte de Trèves), cześć murów obronnych wzniesionych w XIV wieku przez Jana Ślepego
- romańska wieża kościoła pw. św. Piotra (Saint-Pierre)
- miejsce pamięci Mardasson wzniesione, by uhonorować pamięć 76 890 amerykańskich żołnierzy rannych lub poległych w czasie obrony Bastogne. Poza nim znajduje się też muzeum Bastogne War Museum, w którym przechowywane są mundury, pojazdy i inne pamiątki. Można także obejrzeć 24 min. film dokumentujący bitwę
- pomniki generałów McAuliffe'a, Pattona i innych.

## Sport
- Bastogne stanowi jeden z etapów wyścigu kolarskiego Liège-Bastogne-Liège, jednej z największym imprez kolarskich, mających swe początki w końcu XIX wieku
- Circuit des Ardennes to inny wyścig kolarski, wcześniej 600 kilometrowy wyścig samochodowy. Wyścig ten przyciągał wielu entuzjastów, takich jak Wilhelm II, cesarz niemiecki. Wyścig ten został przeniesiony na Circuit de Spa-Francorchamps przed I wojną światową, a obecnie znany jest jako Grand Prix Belgii Formuły 1.

## Współpraca
Miejscowości partnerskie:
- Brugia, Flandria Zachodnia
- Koekelberg, Region Stołeczny Brukseli
- Périers, Francja
- Tulette, Francja
- Wiltz, Luksemburg

## Transport
W mieście znajduje się nieczynna stacja kolejowa Bastogne-Nord.

## Galeria

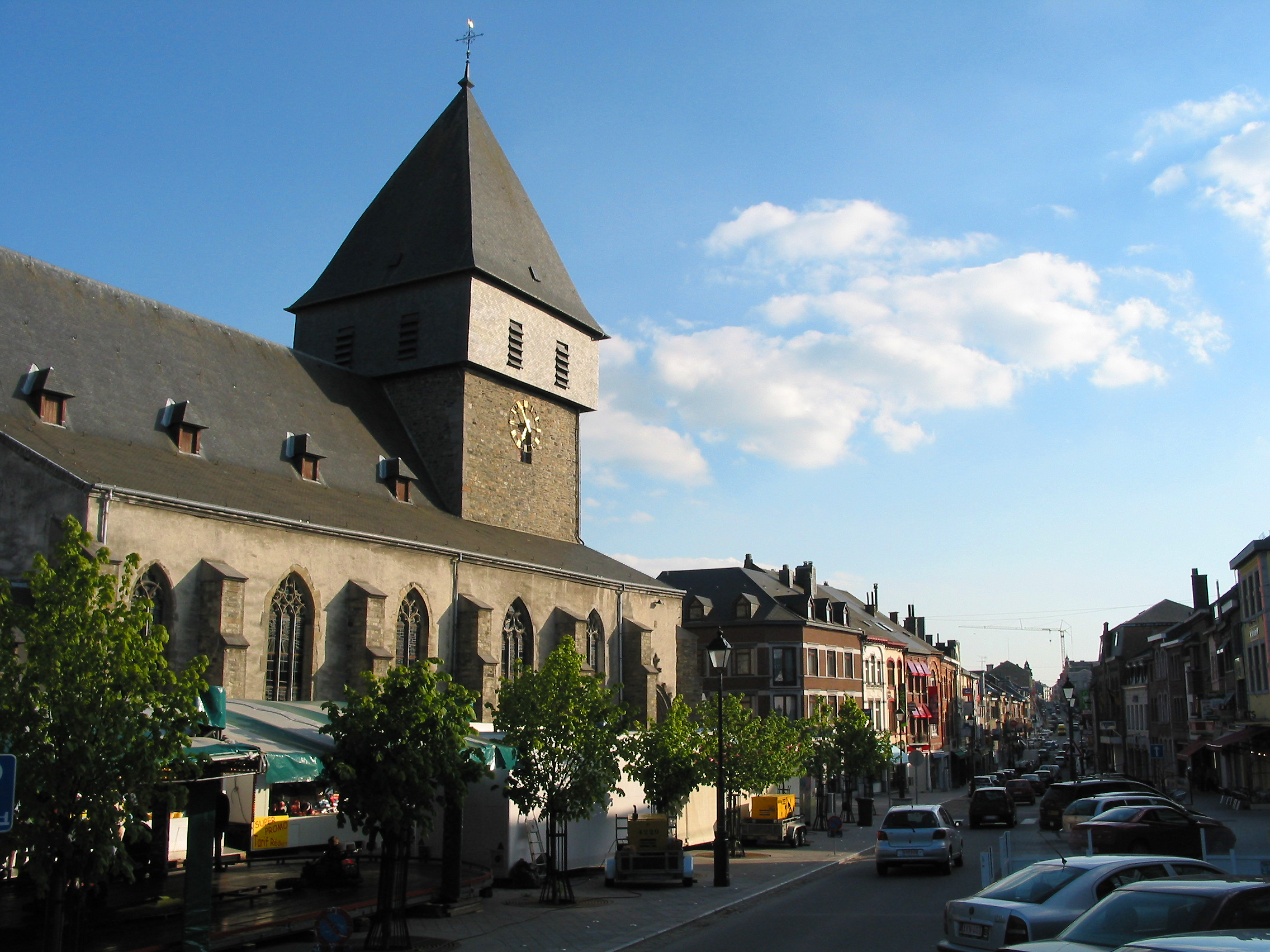
Kościół pw. św. Piotra (Saint-Pierre) z XII- XVI w.
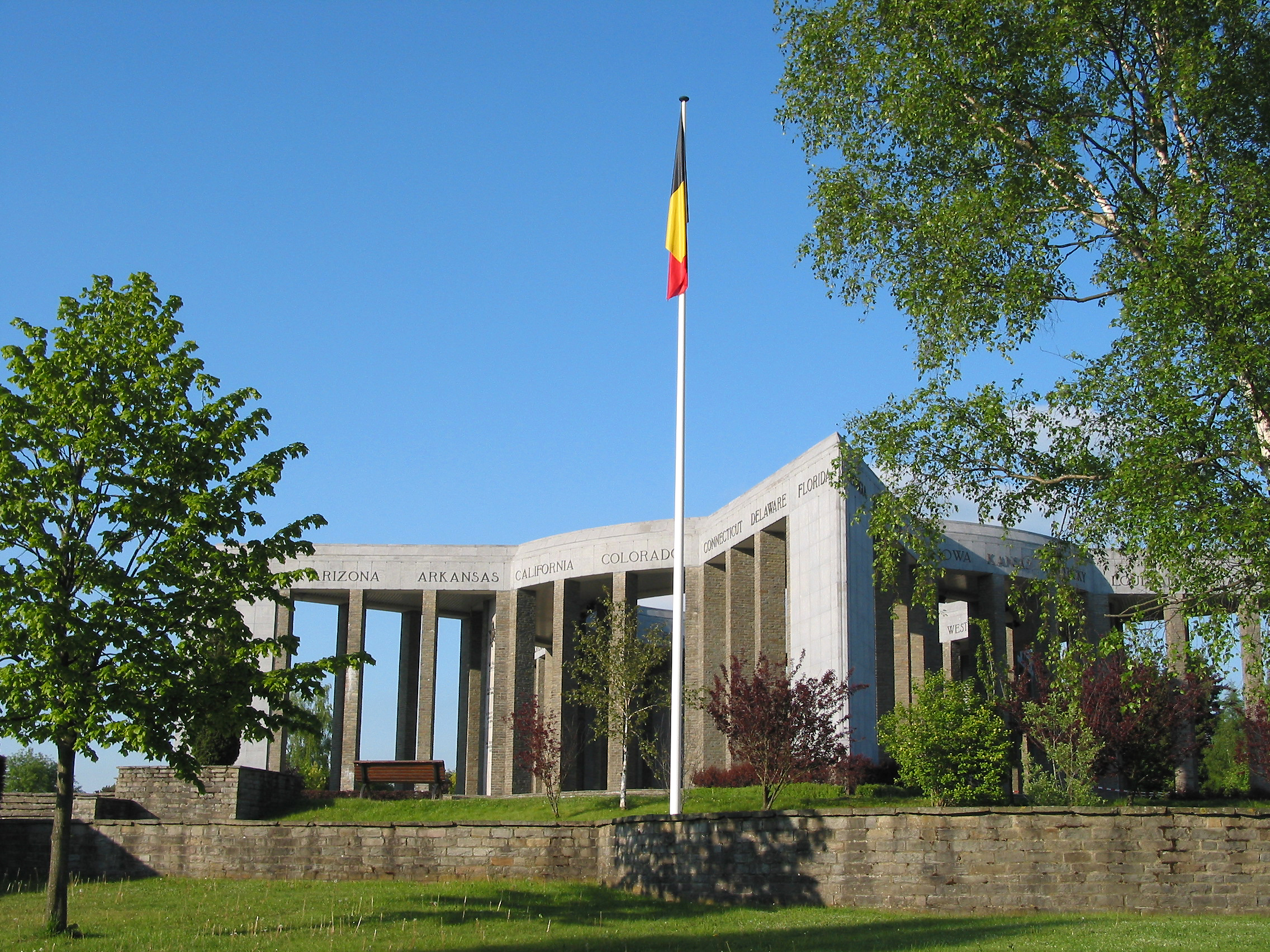
Miejsce pamięci Mardasson
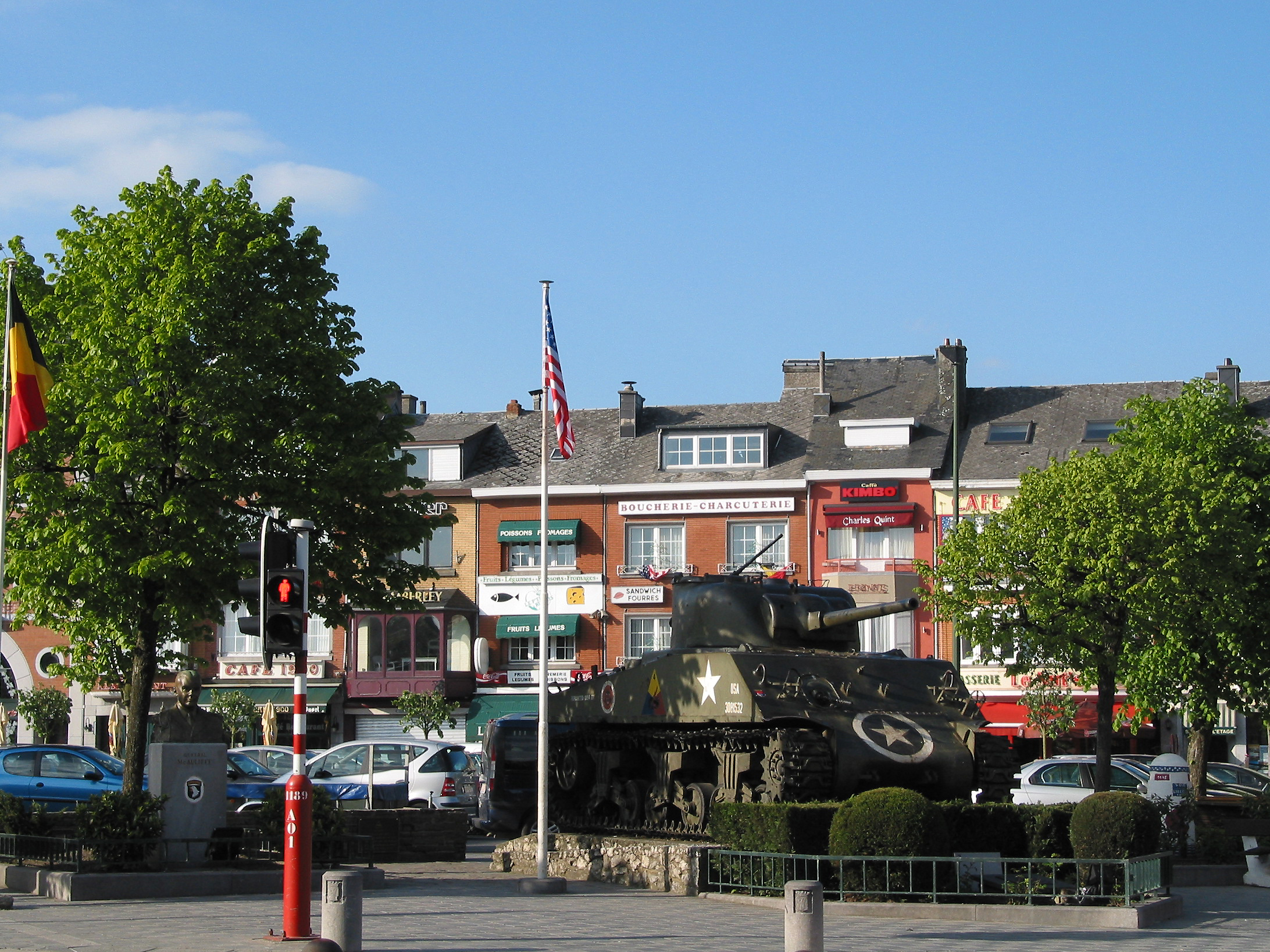
Plac generała McAuliffe'a z czołgiem M4 Sherman i popiersiem generała